# Landtagswahl in Baden-Württemberg 1976
- SPD: 41
- FDP/DVP: 9
- CDU: 71

Die Landtagswahl in Baden-Württemberg 1976 fand am 4. April statt. Dabei konnte die CDU erneut Stimmengewinne verzeichnen, ihr bis heute bestes Wahlergebnis bei einer Landtagswahl in Baden-Württemberg erzielen und ihre 1972 erreichte absolute Mehrheit ausbauen. Beide Oppositionsparteien erlitten Verluste; die SPD nahm um mehr als vier Prozentpunkte ab.

## Politischer Hintergrund
Ministerpräsident Filbinger von der seit 1972 allein regierenden CDU führte einen konfrontativen Wahlkampf unter dem Motto „Freiheit oder Sozialismus“, in dem er die CDU als „einzige nichtsozialistische Alternative“ präsentierte. Nach Filbingers Wahlerfolg warb die CDU im Wahlkampf zur Bundestagswahl 1976 sechs Monate später mit der Parole Freiheit statt Sozialismus.
In Bonn regierte eine sozialliberale Koalition, seit 1974 unter Bundeskanzler Helmut Schmidt (SPD). Die CSU hatte im Nachbarland Bayern bei der Landtagswahl 1974 mit dem  Spitzenkandidaten Alfons Goppel ein Ergebnis 62,1 % erzielt.
In Niedersachsen hatte im Januar 1976 ein unerwarteter Wechsel stattgefunden, als bei der Wahl des Ministerpräsidenten anstelle des SPD-Bewerbers Ernst Albrecht von der CDU gewählt wurde und zunächst mit einer Minderheitsregierung regierte.

## Wahlergebnis
Die Wahl hatte folgendes Ergebnis:
| Wahlberechtigte   | 6.092.494          |
| Wähler            | 4.596.810          |
| Wahlbeteiligung   | 75,5 %             |
| Gültige Stimmen   | 4.536.515 (98,7 %) |
| Ungültige Stimmen | 60.295 (1,3 %)     |

| Partei         | Stimmen absolut | Stimmen in % | Kreis- wahl- vor- schläge | Erst- mandate | Zweit- mandate | Sitze gesamt | Sitze 1972 | Diffe- renz |
| -------------- | --------------- | ------------ | ------------------------- | ------------- | -------------- | ------------ | ---------- | ----------- |
| CDU            | 2.573.147       | 56,7         | 70                        | 69            | 2              | 71           | 65         | +6          |
| SPD            | 1.510.012       | 33,3         | 70                        | 1             | 40             | 41           | 45         | -4          |
| FDP/DVP        | 353.754         | 7,8          | 70                        |               | 9              | 9            | 10         | -1          |
| NPD            | 42.927          | 0,9          | 63                        |               |                |              |            |             |
| EFP            | 29.580          | 0,7          | 41                        |               |                |              |            |             |
| DKP            | 18.762          | 0,4          | 56                        |               |                |              |            |             |
| KBW            | 5.751           | 0,1          | 26                        |               |                |              |            |             |
| DFU            | 557             | 0,0          | 2                         |               |                |              |            |             |
| KPD            | 296             | 0,0          | 2                         |               |                |              |            |             |
| EAP            | 191             | 0,0          | 3                         |               |                |              |            |             |
| G              | 178             | 0,0          | 3                         |               |                |              |            |             |
| SpB            | 94              | 0,0          | 2                         |               |                |              |            |             |
| Einzelbewerber | 1.266           | 0,0          | 4                         |               |                |              |            |             |

|                 | Regierungsbezirk Stuttgart | Regierungsbezirk Stuttgart | Regierungsbezirk Stuttgart | Regierungsbezirk Stuttgart | Regierungsbezirk Stuttgart | Regierungsbezirk Karlsruhe | Regierungsbezirk Karlsruhe | Regierungsbezirk Karlsruhe | Regierungsbezirk Karlsruhe | Regierungsbezirk Karlsruhe | Regierungsbezirk Freiburg | Regierungsbezirk Freiburg | Regierungsbezirk Freiburg | Regierungsbezirk Freiburg | Regierungsbezirk Freiburg | Regierungsbezirk Tübingen | Regierungsbezirk Tübingen | Regierungsbezirk Tübingen | Regierungsbezirk Tübingen | Regierungsbezirk Tübingen |
| Anzahl/ Stimmen | %                          | Kreis- wahl- vor- schläge  | Direkt- man- date          | Sitze                      | Anzahl/ Stimmen            | %                          | Kreis- wahl- vor- schläge  | Direkt- man- date          | Sitze                      | Anzahl/ Stimmen            | %                         | Kreis- wahl- vor- schläge | Direkt- man- date         | Sitze                     | Anzahl/ Stimmen           | %                         | Kreis- wahl- vor- schläge | Direkt- man- date         | Sitze                     |                           |
| --------------- | -------------------------- | -------------------------- | -------------------------- | -------------------------- | -------------------------- | -------------------------- | -------------------------- | -------------------------- | -------------------------- | -------------------------- | ------------------------- | ------------------------- | ------------------------- | ------------------------- | ------------------------- | ------------------------- | ------------------------- | ------------------------- | ------------------------- | ------------------------- |
| Wahlberechtigte | 2.271.661                  |                            |                            |                            |                            | 1.623.581                  |                            |                            |                            |                            | 1.230.979                 |                           |                           |                           |                           | 966.273                   |                           |                           |                           |                           |
| Wähler          | 1.745.263                  | 76,8                       |                            |                            |                            | 1.208.894                  | 74,5                       |                            |                            |                            | 912.473                   | 74,1                      |                           |                           |                           | 730.180                   | 75,6                      |                           |                           |                           |
| Gültige Stimmen | 1.725.511                  | 98,9                       |                            |                            |                            | 1.190.209                  | 98,5                       |                            |                            |                            | 898.908                   | 98,5                      |                           |                           |                           | 721.887                   | 98,9                      |                           |                           |                           |
|                 |                            |                            |                            |                            |                            |                            |                            |                            |                            |                            |                           |                           |                           |                           |                           |                           |                           |                           |                           |                           |
| CDU             | 917.958                    | 53,2                       | 26                         | 26                         | 26                         | 664.740                    | 55,9                       | 19                         | 18                         | 18                         | 520.856                   | 57,9                      | 14                        | 14                        | 14                        | 469.593                   | 65,1                      | 11                        | 11                        | 13                        |
| SPD             | 613.195                    | 35,5                       | 26                         |                            | 17                         | 422.358                    | 35,5                       | 19                         | 1                          | 11                         | 287.248                   | 32,0                      | 14                        |                           | 8                         | 187.211                   | 25,9                      | 11                        |                           | 5                         |
| FDP/DVP         | 151.767                    | 8,8                        | 26                         |                            | 4                          | 80.566                     | 6,8                        | 19                         |                            | 2                          | 75.392                    | 8,4                       | 14                        |                           | 2                         | 46.029                    | 6,4                       | 11                        |                           | 1                         |
| NPD             | 16.560                     | 1,0                        | 26                         |                            |                            | 11.939                     | 1,0                        | 17                         |                            |                            | 8.390                     | 0,9                       | 11                        |                           |                           | 6.038                     | 0,8                       | 9                         |                           |                           |
| EFP             | 17.722                     | 1,0                        | 19                         |                            |                            | 1.296                      | 0,1                        | 10                         |                            |                            | 1.043                     | 0,1                       | 4                         |                           |                           | 9.519                     | 1,3                       | 8                         |                           |                           |
| DKP             | 6.442                      | 0,4                        | 22                         |                            |                            | 5.221                      | 0,4                        | 16                         |                            |                            | 4.296                     | 0,5                       | 12                        |                           |                           | 2.803                     | 0,4                       | 6                         |                           |                           |
| KBW             | 640                        | 0,0                        | 6                          |                            |                            | 3.260                      | 0,3                        | 12                         |                            |                            | 1.157                     | 0,1                       | 5                         |                           |                           | 694                       | 0,1                       | 3                         |                           |                           |
| DFU             |                            |                            | —                          |                            |                            | 557                        | 0,0                        | 2                          |                            |                            |                           |                           | —                         |                           |                           |                           |                           | —                         |                           |                           |
| KPD             | 132                        | 0,0                        | 1                          |                            |                            |                            |                            | —                          |                            |                            | 164                       | 0,0                       | 1                         |                           |                           |                           |                           | —                         |                           |                           |
| EAP             | 191                        | 0,0                        | 3                          |                            |                            |                            |                            | —                          |                            |                            |                           |                           | —                         |                           |                           |                           |                           | —                         |                           |                           |
| G               |                            |                            | —                          |                            |                            | 178                        | 0,0                        | 3                          |                            |                            |                           |                           | —                         |                           |                           |                           |                           | —                         |                           |                           |
| SPB             |                            |                            | —                          |                            |                            | 94                         | 0,0                        | 2                          |                            |                            |                           |                           | —                         |                           |                           |                           |                           | —                         |                           |                           |
| Einzelbewerber  | 904                        | 0,1                        | 3                          |                            |                            |                            |                            | —                          |                            |                            | 362                       | 0,0                       | 1                         |                           |                           |                           |                           | —                         |                           |                           |
| Überhang        | CDU: ein Überhangmandat    | CDU: ein Überhangmandat    | CDU: ein Überhangmandat    | CDU: ein Überhangmandat    | CDU: ein Überhangmandat    |                            |                            |                            |                            |                            |                           |                           |                           |                           |                           |                           |                           |                           |                           |                           |

Die CDU erzielte Stimmengewinne von fast vier Prozent und konnte ihre bereits deutliche absolute Mehrheit noch einmal stark ausbauen. Sie erreichte nun mit 56,7 Prozent der Stimmen 71 der 121 Mandate im Landtag, darunter ein Überhangmandat. Damit betrug ihr Vorsprung auf die SPD als zweitstärkste Partei über 23 Prozentpunkte und 30 Mandate. Die Opposition, die aus SPD und FDP/DVP bestand, verlor Stimmen. Wahlverlierer war die SPD, die mehr als vier Prozentpunkte verlor und mit 33,3 % nur ein Drittel der Wähler erreichte. Die FDP/DVP verlor mit einem Minus von 1,1 Prozentpunkten weniger deutlich, musste aber dennoch einen Sitz im Landtag abgeben und kam mit 7,8 % der Stimmen noch auf neun Mandate. Es zeigte sich ein sehr stabiles Dreiparteiensystem: Trotz deutlicher Stimmengewinne kamen die nicht im Landtag vertretenen Parteien auf gerade einmal 2,2 Prozent. Die NPD, die 1968 mit 9,8 Prozent deutlich in den Landtag eingezogen war und 1972 zugunsten einer absoluten Mehrheit der CDU nicht zur Wahl angetreten war, erreichte 0,9 % und war die stärkste nicht im Parlament vertretene Partei; scheiterte aber dennoch deutlich an der 5-%-Hürde.
Der Anteil der weiblichen Landtagsabgeordneten lag bei fünf Prozent.

## Landtag und Landespolitik nach der Wahl
Die CDU verfügte über eine deutliche absolute Mehrheit und konnte somit weiterhin alleine die Regierung stellen. Hans Filbinger (CDU) blieb Ministerpräsident und bildete sein viertes Kabinett.
Der Fraktionsvorsitzende der CDU, Lothar Späth, ging am 22. Februar 1978 als Innenminister ins Landeskabinett; sein Nachfolger an der Fraktionsspitze wurde Erwin Teufel. Späth wurde im August des gleichen Jahres zum Ministerpräsidenten gewählt, nachdem Hans Karl Filbinger zurückgetreten war.